# Cryptanura longipes
Cryptanura longipes är en stekelart som först beskrevs av Szepligeti 1916.  Cryptanura longipes ingår i släktet Cryptanura och familjen brokparasitsteklar. Inga underarter finns listade i Catalogue of Life.